# يانوش ليون فيشنيافسكي
يانوش ليون فيشنيافسكي (بالبولندية: Janusz Leon Wiśniewski) كاتب وعالم بولندي، ولد في 18 أغسطس 1954 بتورون (بولندا). متحصل على الإجازة في الفيزياء والإجازة في الاقتصاد من جامعة نيكولاس كوبرنيكوس بتورون، وعلى الدكتوراه في المعلوماتية من جامعة التقنية بوارسو، وعلى شهادة التأهيل في الكيمياء من جامعة التقنية بوودج. وهو يعيش ويعمل حاليا بفرانكفورت بألمانيا.

## وصلات خارجية
- يانوش ليون فيشنيافسكي على موقع IMDb (الإنجليزية)

1. 1 2   https://theaterencyclopedie.nl/wiki/index.php?curid=5387. {{استشهاد ويب}}: |url= بحاجة لعنوان (مساعدة) والوسيط |title= غير موجود أو فارغ (من ويكي بيانات) (مساعدة)